# Світловірші
«Світлові́рші» (англ. Light Verse) — науково-фантастичне оповідання американського письменника Айзека Азімова, опубліковане 1973 року в журналі The Saturday Evening Post. Оповідання ввійшло в збірки «Купуємо Юпітер та інші історії» (1975), «Все про роботів» (1982) та «Сни робота» (1986).

## Сюжет
Місіс Ларднер — вдова геройськи загинувшого космонавта. Вдало використавши його пенсію, вона зібрала колекцію цінних речей і відкрила її для показу у своєму будинку. Охороняла колекцію та прислуговувала в домі численна прислуга з роботів. Роботи були застарілої конструкції та не відрегульовані, але хазяйці вони подобались такими як вони є. Також місіс Ларднер була автором численних світлових скульптур, що захоплювали багатьох. Сама вона називала їх «світловірші», буквально — несерйозне мистецтво чи фольклор.
Джон Тревіс — математик U.S. Robots and Mechanical Men, Inc., безуспішно намагався створити подібні скульптури, вважаючи, що проектувальник позитронних мізків більше розуміє в гармонії ніж жінка без освіти. Одного разу прийшовши в будинок місіс Ларднер, він побачив старого робота Макса, який лишень умів приймати верхній одяг у гостей. Джон відрегулював його, зазвичай, їх компанія періодично і безкоштовно підрегульовувала всіх роботів своїх клієнтів.
Дізнавшись про це, місіс Ларднер відповіла, що це Макс був автором всіх її скульптур і тепер він позбувся своїх творчих здібностей. Вхопивши кинджал, що підвернувся під руку, вона вбиває містера Тревіса. У розпачі він і не опирався.